# Dasyhelea reynoldsi
Dasyhelea reynoldsi är en tvåvingeart som beskrevs av Ingram och John William Scott Macfie 1931. Dasyhelea reynoldsi ingår i släktet Dasyhelea och familjen svidknott. Inga underarter finns listade i Catalogue of Life.